# Maulbach
Maulbach is een plaats in de Duitse gemeente Bad Münstereifel, deelstaat Noordrijn-Westfalen.